# Rogers Writers’ Trust Fiction Prize
Der Rogers Writers’ Trust Fiction Prize ist ein kanadischer Literaturpreis, der seit 1997 jährlich von Rogers Communications und dem Writers’ Trust of Canada vergeben wird. Der Preis geht an den Autor desjenigen Romanes oder der Kurzgeschichtensammlung, den bzw. die eine aus drei Personen bestehende Jury als bestes erzählendes Werk des Jahres beurteilt hat. Der Gewinner erhält 50.000 Kanadische Dollar, die weiteren vier nominierten Finalisten erhalten jeweils 5000 Kanadische Dollar (Stand 2019).

## Preisträger, Jury und Nominierungen
1997
- Gewinner: Austin Clarke, The Origin of Waves
- Jury: Matt Cohen, Elisabeth Harvor, Ann Ireland
- Nominierungen:
  - Elizabeth Hay, Small Change
  - Brian Moore, The Magician’s Wife
  - Mordecai Richler, Barney’s Version
  - Jane Urquhart, The Underpainter

1998
- Gewinner: Greg Hollingshead, The Healer
- Jury: Joan Clark, Austin Clarke, Trevor Ferguson
- Nominierungen:
  - André Alexis, Childhood
  - Barbara Gowdy, The White Bone
  - Wayne Johnston, The Colony of Unrequited Dreams
  - Alice Munro, The Love of a Good Woman

1999
- Gewinner: Peter Oliva, The City of Yes
- Jury: Lynn Coady, Sylvia Fraser, Eric Wright
- Nominierungen:
  - Caroline Adderson, A History of Forgetting
  - Elyse Gasco, Can You Wave Bye Bye, Baby?
  - Judy MacDonald, Jane
  - Alistair MacLeod, No Great Mischief

2000
- Gewinner: Helen Humphreys, Afterimage
- Jury: Cynthia Holz, Janice Kulyk Keefer, Peter Oliva
- Nominierungen:
  - Todd Babiak, Choke Hold
  - Lynn Coady, Play the Monster Blind
  - Douglas Glover, 16 Categories of Desire
  - Michael Winter, This All Happened

2001
- Gewinner: Margaret Sweatman, When Alice Lay Down with Peter
- Jury: Lesley Choyce, Eliza Clark, Olive Senior
- Nominierungen:
  - Alice Munro, Hateship, Friendship, Courtship, Loveship, Marriage
  - Elizabeth Ruth, Ten Good Seconds of Silence
  - Timothy Taylor, Stanley Park
  - Thomas Wharton, Salamander

2002
- Gewinner: Paulette Jiles, Enemy Women
- Jury: Joan Barfoot, Brian Brett, Sarah Sheard
- Nominierungen:
  - Terry Griggs, Rogues’ Wedding
  - Ann Ireland, Exile
  - Lori Lansens, Rush Home Road
  - Nino Ricci, Testament

2003
- Gewinner: Kevin Patterson, Country of Cold
- Jury: Kevin Chong, Lisa Moore, Diane Schoemperlen
- Nominierungen:
  - Jacqueline Baker, A Hard Witching & Other Stories
  - Gil Courtemanche, A Sunday at the Pool in Kigali
  - Barbara Gowdy, The Romantic
  - Judith McCormack, The Rule of Last Clear Chance

2004
- Gewinner: Alice Munro, Runaway
- Jury: Sylvia Fraser, Zsuzsi Gartner, Michael Redhill
- Nominierungen:
  - Michael Helm, In the Place of Last Things
  - Colin McAdam, Some Great Thing
  - Jeffrey Moore, The Memory Artists
  - Russell Smith, Muriella Pent

2005
- Gewinner: Joseph Boyden, Three Day Road
- Jury: Anita Rau Badami, Lewis DeSoto, Mary Swan
- Nominierungen:
  - Michael Crummey, The Wreckage
  - Lauren B. Davis, The Radiant City
  - Allan Donaldson, Maclean
  - Rabindranath Maharaj, A Perfect Pledge

2006
- Gewinner: Kenneth J. Harvey, Inside
- Jury: Karen Connelly, Jeffrey Moore, Anna Porter
- Nominierungen:
  - Peter Behrens, The Law of Dreams
  - Rawi Hage, De Niro’s Game
  - Catherine Hanrahan, Lost Girls and Love Hotels
  - Mary Lawson, The Other Side of the Bridge

2007
- Gewinner: Lawrence Hill, The Book of Negroes
- Jury: Kevin Major, Kim Moritsugu, Madeleine Thien
- Nominierungen:
  - Shaena Lambert, Radiance
  - Robert Hough, The Culprits
  - Nancy Huston, Fault Lines
  - M. G. Vassanji, The Assassin’s Song

2008
- Gewinner: Miriam Toews, The Flying Troutmans
- Jury: Lawrence Hill, Annabel Lyon, Heather O’Neill
- Nominierungen:
  - Rivka Galchen, Atmospheric Disturbances
  - Rawi Hage, Cockroach
  - Lee Henderson, The Man Game
  - Patrick Lane, Red Dog, Red Dog

2009
- Gewinner: Annabel Lyon, The Golden Mean
- Jury: Marina Endicott, Miriam Toews, R.M. Vaughan
- Nominierungen:
  - Nicole Brossard, Fences in Breathing
  - Douglas Coupland, Generation A
  - Alice Munro, Too Much Happiness
  - Andrew Steinmetz, Eva’s Threepenny Theatre

2010
- Gewinner: Emma Donoghue, Room
- Jury: Andrew Pyper, Eden Robinson, Lisa Moore.[2]
- Nominierungen:
  - Trevor Cole, Practical Jean
  - Michael Helm, Cities of Refuge
  - Kathleen Winter, Annabel
  - Michael Winter, The Death of Donna Whalen

2011
- Gewinner: Patrick deWitt, The Sisters Brothers[3]
- Jury: Emma Donoghue, Rabindranath Maharaj, Margaret Sweatman
- Nominierungen:
  - Clark Blaise, The Meagre Tarmac
  - Michael Christie, The Beggar’s Garden
  - Esi Edugyan, Half-Blood Blues
  - Dan Vyleta, The Quiet Twin

2012
- Gewinner: Tamas Dobozy, Siege 13[4]
- Jury: Esi Edugyan, Lynn Coady, Drew Hayden Taylor
- Nominierungen:
  - Tim Bowling, The Tinsmith
  - Rawi Hage, Carnival
  - Alix Ohlin, Inside
  - Linda Spalding, The Purchase

2013
- Gewinner: Colin McAdam, A Beautiful Truth
- Jury: Caroline Adderson, Alison Pick, Miguel Syjuco
- Nominierungen:
  - Krista Bridge, The Elliot Girls
  - Lynn Coady, Hellgoing
  - Cary Fagan, A Bird’s Eye
  - Lisa Moore, Caught

2014
- Gewinner: Miriam Toews, All My Puny Sorrows

2015
- Gewinner: André Alexis, Fifteen Dogs

2016
- Gewinner: Yasuko Thanh, Mysterious Fragrance of the Yellow Mountains

2017
- Gewinner: David Chariandy, Brother

2018
- Gewinner: Kathy Page, Dear Evelyn

2019
- Gewinner: André Alexis, Days by Moonlight

## Einzelbelege
1. ↑  The Writers’ Trust of Canada, Rogers Writers’ Trust Fiction Prize (Memento des Originals vom 19. Mai 2007 im Internet Archive)  Info: Der Archivlink wurde automatisch eingesetzt und noch nicht geprüft. Bitte prüfe Original- und Archivlink gemäß Anleitung und entferne dann diesen Hinweis.
2. ↑  "Emma Donoghue’s Room a Writers’ Trust finalist". Toronto Star, September 29, 2010.
3. ↑  "Patrick deWitt’s 'The Sisters Brothers’ wins Writers’ Trust Prize". The Globe and Mail, November 1, 2011.
4. ↑  "Tamas Dobozy wins Rogers Writers’ Trust Fiction Prize for Siege 13" (Memento des Originals vom 3. Dezember 2013 im Webarchiv archive.today)  Info: Der Archivlink wurde automatisch eingesetzt und noch nicht geprüft. Bitte prüfe Original- und Archivlink gemäß Anleitung und entferne dann diesen Hinweis.. National Post, November 7, 2012.